# Värdekedjan

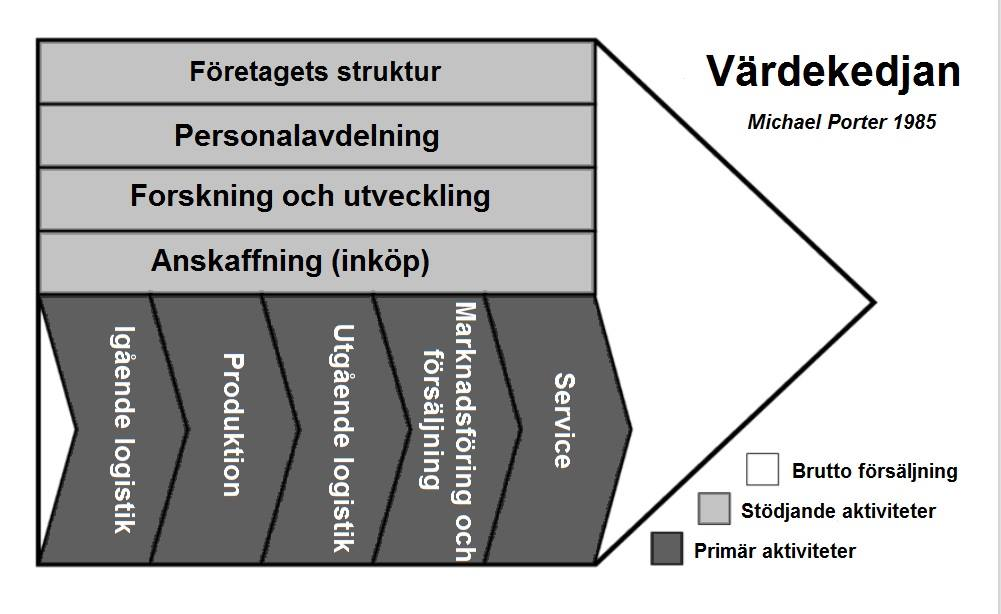

Värdekedjan är ett hjälpmedel för strategisk planering inom företag. Syftet är att maximera vinsten och minimera kostnader. Modellen presenterades för första gången 1985 i boken Competitive Advantage: Creating and Sustaining Superior Performance av Michael Porter.
Värdekedjan beskriver de aktiviteter som sker i ett företag som skapar värde. Med värde menas det belopp som köparna är villiga att betala för den produkt som företaget erbjuder. Det totala värdet blir totalintäkten, alltså så många enheter företaget säljer för det pris som kunderna är villiga att betala för produkten. Genom att ett företag utför de olika aktiviteterna på ett effektivt sätt kan ett högre kundvärde genereras. 
Flera olika enheter inom ett företag utgör tillsammans grunden för värdekedjan. Enheternas huvudsakliga syfte handlar om att skapa kundvärde genom att maximera deras prestation. För att tydliggöra värdekedjans verkan krävs att varje enhet som helhet skall samverka med varandra, finns det en svag länk i kedjan påverkas resterande enheter negativt. 
Aktiviteterna i värdekedjan delas upp i två kategorier, primära och stödjande aktiviteter. De primära aktiviteterna hör till det fysiska flödet. Dessa är ingående logistik, produktion, utgående logistik, marknadsföring, försäljning och service. De stödjande aktiviteterna behövs för att de primära aktiviteterna ska kunna utföras. Exempel på stödjande aktiviteter är ledarskap, administration och resurser, forskning och utveckling samt inköp. Varje avdelning i företaget kan ses som en länk i värdekedjan då varje avdelning utför olika värdeskapande aktiviteter.

## Värdeskapande aktiviteter
Värdekedjan delas upp i olika aktiviteter för att ett företag ska kunna se var i kedjan de är konkurrenskraftiga, samt var de är svaga. Genom att dela upp de olika aktiviteterna som sker i ett företag i olika steg blir det enklare att se och utvärdera varje del i företaget. På så vis är Porters värdekedja användbar för att företag ska kunna analysera var det finns utrymmen för förbättringar. För att vinna konkurrensfördelar krävs att företaget utför dessa aktiviteter till en lägre kostnad, alternativt att företaget utför aktiviteterna på ett sätt som gör att företagets produkt skiljer sig från konkurrenternas produkter. Vid varje aktivitet genereras mer värde till själva produkten. Kedjan av alla olika aktiviteter ger ett mervärde till produkten som är större än det summerade värdet av varje enskild aktivitet.

### Primära aktiviteter
De primära aktiviteterna är de som motsvarar det fysiska skapandet av produkten samt dess försäljning. De motsvarar även överförandet till köparen och eftermarknad. Dessa aktiviteter är:
- Ingående logistik - De aktiviteter som omfattar lagerhantering, så som varumottagning, lagring, sortering, materialhantering. I detta ingår även transport och returer.
- Produktion - Alla aktiviteter som innebär att producera en produkt, d.v.s använda råvaror och material man köpt in för att skapa en färdig produkt.
- Utgående logistik - Aktiviteterna som handlar om att distribuera ut produkten till kunden, i detta ingår bland annat orderbehandling, leveranser och transporter.
- Marknadsföring och försäljning - De aktiviteter som informerar köparna om produkter och tjänster, uppmanar konsumenterna till köp och underlättar även köpprocessen.
- Service - Alla de aktiviteter som krävs för att hålla produkten eller tjänsten väl fungerande för köparen efter att den sålts och levererats, till exempel installation, reparation och kundsupport.

### Stödjande aktiviteter
De stödjande aktiviteterna krävs för att de primära aktiviteterna ska kunna utföras. Det finns ett samband mellan de stödjande aktiviteterna och de primära aktiviteterna. Ett exempel som förtydligar detta är att kvalitetssäkring ingår i företagets struktur och kan kopplas samman med den primära aktiviteten produktion. Företag måste kvalitetssäkra sin produktion för att kunna sälja en produkt med bra kvalitet. Ett annat exempel är personalavdelningen, som kan kopplas ihop med samtliga primära aktiviteter. Företaget behöver anställa personal för att kunna producera, marknadsföra och sälja sin produkt.
- Företagets struktur - Företagets uppbyggnad och utformning av de olika avdelningar som finns i företaget. Här ingår aktiviteter så som bokföring, juridik, ekonomi, kontroll, PR, kvalitetssäkring och allmän (strategisk) ledning.
- Personalavdelning - Alla de aktiviteter som involverar rekrytering, anställning, träning, utveckling, kompensation och eventuell uppsägning eller nedskärning av personal.
- Forskning och utveckling - Avser den utrustning som hårdvaror, mjukvaror, förfaranden och teknisk kunskap som tas tillvara i företagets omvandling av inputs till outputs.
- Anskaffning -  Inköp av de råvaror, material som krävs för att skapa en färdig produkt. Exempel på råvaror och material kan vara trä, metaller, färg, tyger etc. Anskaffning är centralt för företaget då det krävs för att genomföra produktionen.[7]